# 孔雀擬鳳䲁
孔雀擬鳳䲁（學名：Salaria pavo），又稱孔雀擬唇齒䲁，為輻鰭魚綱鳚形目䲁科擬鳳䲁屬的一種，分布於東大西洋法國至摩洛哥、地中海、黑海及蘇伊士運河海域，深度2至15公尺，本魚體延長，雄魚有冠膜，底色從米色到黃色不等，但成年雄魚的頭部和腹部為亮黃色，背鰭顏色從紅色到藍色不等。它們有金屬藍色的垂直條紋和斑點，背鰭硬棘11-13枚、背鰭軟條22-25枚、臀鰭硬棘2枚、臀鰭軟條23-26枚，體長可達13.8公分，棲息在沿海潮間帶沙石底質水域，以軟體動物及藻類為食，雌魚產附著性卵，雄魚有護卵行為，幼魚為浮游性，生活習性不明，可做為觀賞魚。